# Violeta Bermúdez
Violeta Bermúdez Valdivia (Lima, 12 de agosto de 1961) é uma política, jurista, escritora e diplomata peruana e que serviu como Presidente do Conselho de Ministros do Peru de 18 de novembro de 2020 a 28 de julho de 2021. Anteriormente, ocupou cargos na Agência dos Estados Unidos para o Desenvolvimento Internacional e trabalhou durante os gabinetes do Presidente Alejandro Toledo e da Primeira-Ministra Beatriz Merino.